# جيف إيست
جيف إيست (بالإنجليزية: Jeff East)‏ هو ممثل أمريكي، ولد في 27 أكتوبر 1957 في كانساس سيتي في الولايات المتحدة.

## أعمال

### أفلام
- (1978) سوبرمان[4][5]

## وصلات خارجية
- جيف إيست على موقع IMDb (الإنجليزية)
- جيف إيست على موقع ألو سيني (الفرنسية)
- جيف إيست على موقع ميوزك برينز (الإنجليزية)
- جيف إيست على موقع أول موفي (الإنجليزية)
- جيف إيست على موقع قاعدة بيانات الأفلام السويدية (السويدية)
- جيف إيست على موقع قاعدة بيانات الفيلم (الإنجليزية)
- جيف إيست على موقع كينوبويسك (الروسية)